# Charops luteipes
Charops luteipes är en stekelart som beskrevs av Walker 1874. Charops luteipes ingår i släktet Charops och familjen brokparasitsteklar. Inga underarter finns listade i Catalogue of Life.